# Partito Comunista della Repubblica di Cina
Il Partito Comunista della Repubblica di Cina (中華民國共產黨T, Zhōnghuá Mínguó GòngchǎndǎngP) è stato un partito politico taiwanese. Fu ufficialmente registrato il 31 marzo 2009, diventando il secondo partito legalmente chiamato "Partito comunista" a Taiwan dopo il Partito Comunista di Taiwan.
L'incontro inaugurale del partito si tenne presso il Palazzo di Chung-Shan nel Parco nazionale Yangmingshan nell'ottobre del 2008; fu guidato da Lu Yubao come presidente del partito e Chen Tianfu come segretario generale.
Il partito intratteneva dei rapporti con il Partito Comunista Cinese ed era un sostenitore del socialismo con caratteristiche cinesi e dell'unione della Repubblica Popolare Cinese con Taiwan.
Il partito si sciolse il 23 maggio 2018.